# Passages (album)
Pour les articles homonymes, voir Passages.
Passages est un album studio de musique de chambre composé en collaboration par Ravi Shankar et Philip Glass, publié en 1990 par Private Music (en).
Le contenu de l'album est un croisement entre la musique hindoustanie et le style propre à Philip Glass de musique minimaliste. Cet album a atteint la troisième position au classement du magazine américain Billboard dans la catégorie musique du monde.

## Composition
Offering (offrande), le morceau ouvrant l'album, commence avec une lente introduction avant que le saxophone n'établisse la mélodie râga de Shankar. Deux saxophones supplémentaires se joignent à la mélodie. Une section médiane étendue à un rythme plus rapide suit, avant que l'on ne revienne au thème initial.
Le titre du second morceau, Sadhanipa, est tiré du nom des notes de solfège (swara) « Sa Dha Ni Pa » de l'octave indienne (saptak) correspondant aux quatre premières notes de la mélodie de Glass, Do La Si Sol.

## Accueil par la critique
Jim Brenholts, pour AllMusic, a donné à l'album quatre étoiles sur un maximum de cinq et a qualifié la musique de « brillante ». Selon lui, le style « feutré » de Ravi Shankar et les orchestrations dissonantes de Philip Glass se mélangent harmonieusement, recommandant Passages aux amateurs d'autres compositeurs minimalistes comme John Cage, Steve Reich et Terry Riley.

## Liste des morceaux
1. Offering (Ravi Shankar) – 9:47
2. Sadhanipa (Philip Glass) – 8:37
3. Channels and Winds (Glass) – 8:00
4. Ragas in Minor Scale (Glass) – 7:37
5. Meetings Along the Edge (Shankar) – 8:11
6. Prashanti (Shankar) – 13:40

Source : Allmusic.

## Musiciens
- Tim Baker – violon
- S. P. Balasubrahmanyam – chant
- Seymour Barab – violoncelle
- Al Brown – alto
- Barry Finclair – alto, violon
- Mayuki Fukuhara – violon
- Jeanie Gagne – voix
- Jon Gibson – saxophone soprano
- Peter Gordon – cor d'harmonie
- Regis Iandiorio – violon
- Karen Karlsrud – violon
- Abhiman Kaushal – tabla
- Jack Kripl – saxophone alto, flûte
- Regis Landiorio – violon
- Beverly Lauridsen – violoncelle
- Batia Lieberman – violoncelle
- Ronu Mazumdar – flûte
- Keith O'Quinn – trombone
- Richard Peck – saxophone alto, saxophone ténor
- Lenny Pickett – saxophone alto, saxophone ténor
- Philip Glass – musicien
- Alan Raph – trombone
- Michael Riesman – piano
- Partha Sarathy – sarod, vînâ
- Sergiu Schwartz – violon
- Ron Sell – cor d'harmonie
- Ravi Shankar – musicien, voix
- Shubho Shankar – sitar
- Richard Sortomme – alto
- T. Srinivasan – percussions, mridangam
- Masako Yanagita – alto, violon
- Frederick Zlotkin – violoncelle

Source : Allmusic.

## Réalisation
- Philip Glass – réalisation
- Ravi Shankar – arrangement, orchestration, réalisation
- Ashit Desai – chef d'orchestre
- Michael Riesman – chef d'orchestre, mixage
- Suresh Lalwani – arrangement, chef d'orchestre, mixage audio, assistant orchestral, réalisation
- Rory Johnston – producteur exécutif
- Kurt Munkasci – réalisation
- Melanie Penny – directeur artistique
- Blaise Dupuy – ingénieur du son
- A.R. Swaminathan – ingénieur
- Michael McGrath – assistant ingénieur
- Ebet Roberts – photographie
- Martin Perlich – texte d'accompagnement

Source : Allmusic.